# 浄光明寺 (鹿児島市)
浄光明寺（じょうこうみょうじ）は、鹿児島県鹿児島市上竜尾町にある、清浄光寺（遊行寺）を本山とする時宗の寺院である。鎌倉・扇ガ谷にある真言宗の寺院・浄光明寺とは関係はない。

## 沿革
島津家初代・島津忠久の薩摩入国の際に鎌倉から伴った宣阿の為に島津忠久が建立したと三国名勝図会に記載がある。ただしこれは本立寺のことを示し、現在の土地は後に拡張移転されたものという説もある。1277年（建治3年）に一遍が訪れ、時の浄光明寺三世住持・覚阿が一遍に帰依し時宗寺院となったという。1284年（弘安7年）に島津家三代島津久経が再建したという記録があり、以来江戸時代までは隆盛を極め、島津藩領内最大級の境内面積を誇る大寺院に成長するが、幕末期の薩英戦争では隣接した不断光院と共に英国艦隊の砲撃対象となり境内は全焼し、また明治2年の廃仏毀釈で廃寺となった。西南戦争では戦後の西郷軍墓所として焼損していた本堂等の敷地が利用され、かつて丘陵のほぼ全域を占めていた敷地の大部分を失った。明治16年になって境内の付属塔頭の一つであった芳林庵の跡に再興された。
江戸時代を通じて浄土真宗が禁止（隠れ念仏）されていた島津藩領は、時宗の宗教活動にとって金城湯池とされており、浄光明寺及び本立寺の廃寺化は、佐渡における廃仏毀釈と共に時宗の教勢衰微の原因の一つとなったという。
また大阪天王寺にある、松尾芭蕉最後の旅の地であり墓の一つがある時宗寺院・仏智山円成院は、浄光明寺隠居の寿門が天台宗の塔頭薬師堂を買収して創建したものという。